# До нової свободи. Лібертаріанський маніфест
До нової свободи: Лібертаріанський маніфест (англ. For a New Liberty: The Libertarian Manifesto; 1973; друге видання 1978; третє видання 1985) — книга американського економіста та історика Мюррея Ротбарда, в якій автор пропагує анархо-капіталізм. Вважається, що робота вплинула на сучасну лібертаріанську думку та частину нових правих.
У 2022 р. роботу видано українською.

## Огляд
Ротбард виступає за анархо-капіталізм, різновид бездержавного лібертаріанства. Ротбард простежує інтелектуальне походження лібертаріанства до класичних ліберальних філософів Джона Лока та Адама Сміта та Американської революції. Він стверджує, що сучасне лібертаріанство виникло не як відповідь на соціалізм чи лівіцтво, а як відповідь на проблеми консерватизму. Ротбард розглядає право на самовласність і право на гомстед як встановлення повного набору принципів лібертаріанської системи.
Ядром лібертаріанства, як пише Ротбард, є аксіома неагресії: «жодна людина чи група людей не можуть агресувати проти особи чи власності будь-кого». Він стверджує, що хоча цей принцип майже повсюдно застосовується до приватних осіб та установ, уряд вважається вищим за загальний моральний закон, і тому не повинен дотримуватися цієї аксіоми.
Ротбард намагається розвіяти уявлення про те, що лібертаріанство є сектою або відгалуженням лібералізму чи консерватизму, або що його, здавалося б, праві погляди на економічну політику та ліві погляди на соціальну та зовнішню політику є суперечливими.

## Ідеї

### Про конституційне обмеження уряду
Конституція виявилася інструментом ратифікації розширення державної влади, а не навпаки. Як передбачив Келхаун, будь-які письмові обмеження, які залишають уряду право інтерпретувати свої власні повноваження, неминуче будуть трактуватися як санкції за розширення, а не як такі, що зв'язують ці повноваження. У глибокому сенсі, ідея зв'язати владу ланцюгами писаної конституції виявилася благородним експериментом, який зазнав невдачі. Ідея суворо обмеженого уряду виявилася утопічною; необхідно знайти якісь інші, більш радикальні засоби, щоб запобігти зростанню агресивної держави.

## Сприйняття
Автор -об’єктивіст Пітер Шварц критикував погляди Ротбарда, викладені в «До нової свободи», написавши, що, як і інші лібертаріанці, Ротбард не піклувався ні про «прагнення до свободи, ні про застосування розуму» і підтримував лише «знищення уряду та впровадження анти-державницької ворожнечі». Шварц стверджував, що Ротбард неправильно розглядав державу як «злочинну за своєю природою».  Лібертаріанський автор Том Г. Палмер прокоментував у 1997 році, що «До нової свободи» «забезпечує хороший огляд лібертаріанського світогляду, хоча розділи, присвячені питанням державної політики та організованому лібертаріанському руху, наразі дещо застаріли».  Лібертаріанський автор Девід Боаз пише, що «До нової свободи» разом із «Анархією, державою та утопією» Роберта Нозіка (1974) та есе Айн Ренд про політичну філософію «визначили «жорстку» версію сучасного лібертаріанства, яка по суті повторив закон рівної свободи Спенсера: індивіди мають право робити все, що вони хочуть, якщо вони поважають рівні права інших».  Британський філософ Тед Хондеріх пише, що анархо-лібертаріанство Ротбарда сформулювало «месіанську частину нових правих». 
У «Радикалах за капіталізм» (2007) журналіст Брайан Доерті пише про «До нової свободи»: «Ця книга намагалася синтезувати, у стислому вигляді, економічні, історичні, філософські та політичні елементи бачення Ротбарда ... книга мала на меті як буквар, так і маніфест, тож Ротбард запхнув якомога більше своєї загальної теорії свободи . . . Ротбард вдаряє по важчим анархо-капіталістичним матеріалам, але просуває їх так гладко, що багато читачів можуть не помітити, що цей «лібертаріанський маніфест» пропагує анархізм » .

## Історія видання
У 2006 році Інститут Людвіга фон Мізеса випустив нове видання у твердій палітурці з новим вступом Лью Роквелла. Були також переклади іспанською, італійською та португальською мовами.

### Англійською
- Інститут Людвіга фон Мізеса. 2006 рік. Тверда палітурка.ISBN 0-945466-47-1
- Фокс і Вілкс . 1989 рік. М'яка обкладинка.ISBN 0-930073-02-9
- University Press of America. М'яка обкладинка. 1986 рік.ISBN 0-8191-4981-0
- Libertarian Review Foundation, Нью-Йорк, 1985, 1989 2-е видання.ISBN 0-930073-02-9
- Переглянуте видання, Collier Books, 1978. М'яка обкладинка
- Кольєр Макміллан. 1973 рік. Тверда палітурка.ISBN 0-02-605300-4

### Іспанською
- Hacia una Nueva Libertad: El Manifiesto Libertario . Гріто Саградо. 2006 рік. М'яка обкладинка.ISBN 987-1239-01-7

### Італійською
- 2004 Per una nuova libertà . Liberilibri, Macerata. 2004 рік. М'яка обкладинка.ISBN 88-85140-27-0
- 1996 Per una nuova libertà . Liberilibri, Macerata. 1996 рік. М'яка обкладинка.

### Португальською
- Por Uma Nova Liberdade O Manifesto Libertário. Бразильський інститут Людвіга фон Мізеса. 2013 рік. М'яка обкладинка.ISBN 978-85-8119-060-0

### Українською
- Ротбард, Мюрей. До нової свободи: лібертаріанський маніфест / пер. з англ. Олександр Гросман, ред. Володимир Золотарьов, К. : К.І.С., 2022. — 427 c. (ISBN 978-617-684-270-5)

## Зовнішні посилання
- PDF видання 1978 року (повний)
- Рецензія на видання 2006 року
- Видання Інституту Мізеса, опубліковане в 2006 році
- Інтернет-текст видання 1978 року
- Онлайн аудіокнига